# مروة نصر
مروة نصر (24 يونيو 1989 -)، مغنية مصرية.
ولدت في القاهرة.
شاركت في برنامج اكتشاف المواهب ستار أكاديمي في موسمه الثالث.
بدأت مشوارها الفني بإصدار ألبوم (سنين) من خلال شركة سولو ريكوردز (إحدى شركات ميلودي ميوزيك).

## الألبومات
- سنين (8 أغنيات) (2009) (إنتاج: سولو ريكوردز - إحدى شركات ميلودي ميوزيك)
- واحدة وبس.
- أحسن حلاتي (2014)

## الأغاني المصورة
- نفسي (من ألبوم: سنين) (إخراج: محمد حمدي)
- الله يسامحني (من ألبوم: سنين) (إخراج: محمد بكير)
- حبيت الدنيا (إخراج: محمد بكير)

## وصلات خارجية
- الموقع الرسمي